# Aszot Danielian
Aszot Danielian (orm. Աշոտ Դանիէլյան, ur. 11 kwietnia 1974) – ormiański sztangista, medalista mistrzostw Europy, mistrz świata juniorów, trzykrotny olimpijczyk.

## Życiorys
Danielian jest pierwszym olimpijczykiem reprezentującym Armenię, który został przyłapany na dopingu (na igrzyskach w Sydney w 2000 roku został zdyskwalifikowany za posiadanie w swoim organizmie stanozololu, substancji z grupy sterydów anabolicznych).
Drugi raz na dopingu przyłapano go podczas mistrzostw Europy we Władysławowie w 2006 roku. Po tej dyskwalifikacji nie pojawiał się już na arenach międzynarodowych.

## Osiągnięcia
Źródło:
| Rok  | Zawody                      | Miasto       | Kategoria | Wynik                     | Miejsce      |
| ---- | --------------------------- | ------------ | --------- | ------------------------- | ------------ |
| 1993 | Mistrzostwa świata juniorów | Cheb         | + 108 kg  | 367,5 kg                  | 3            |
| 1994 | Mistrzostwa świata juniorów | Dżakarta     | + 108 kg  | 380 kg                    | 1            |
| 1994 | Mistrzostwa Europy juniorów | Rzym         | + 108 kg  | 385 kg                    | 3            |
| 1994 | Mistrzostwa świata          | Stambuł      | + 108 kg  | 395 kg                    | 9            |
| 1995 | Mistrzostwa Europy          | Warszawa     | + 108 kg  | 375 kg                    | 9            |
| 1996 | Igrzyska olimpijskie        | Atlanta      | + 108 kg  | 395 kg                    | 13           |
| 1998 | Mistrzostwa Europy          | Riesa        | + 105 kg  | 425 kg                    | 4            |
| 1998 | Mistrzostwa świata          | Lahti        | + 105 kg  | 0 (nie zaliczył podrzutu) | Nie ukończył |
| 1999 | Mistrzostwa Europy          | La Coruña    | + 105 kg  | 447,5 kg                  | 1            |
| 1999 | Mistrzostwa świata          | Ateny        | + 105 kg  | 0 (nie zaliczył podrzutu) | Nie ukończył |
| 2000 | Mistrzostwa Europy          | Sofia        | + 105 kg  | 457,5 kg                  | 1            |
| 2000 | Igrzyska olimpijskie        | Sydney       | + 105 kg  | 465 kg                    | 3            |
| 2002 | Mistrzostwa świata          | Warszawa     | + 105 kg  | 0 (nie zaliczył podrzutu) | Nie ukończył |
| 2003 | Mistrzostwa Europy          | Lutraki      | + 105 kg  | 447,5 kg                  | 2            |
| 2003 | Mistrzostwa świata          | Vancouver    | + 105 kg  | 430 kg                    | 6            |
| 2004 | Mistrzostwa Europy          | Kijów        | + 105 kg  | Nie zaliczył podrzutu     | Nie ukończył |
| 2004 | Igrzyska olimpijskie        | Ateny        | + 105 kg  | Nie zaliczył rwania       | Nie ukończył |
| 2005 | Mistrzostwa Europy          | Sofia        | + 105 kg  | 440 kg                    | 3            |
| 2005 | Mistrzostwa świata          | Doha         | + 105 kg  | 428 kg                    | 6            |
| 2006 | Mistrzostwa Europy          | Władysławowo | + 105 kg  | 436 kg                    | 2            |